# Thomas Vinçotte

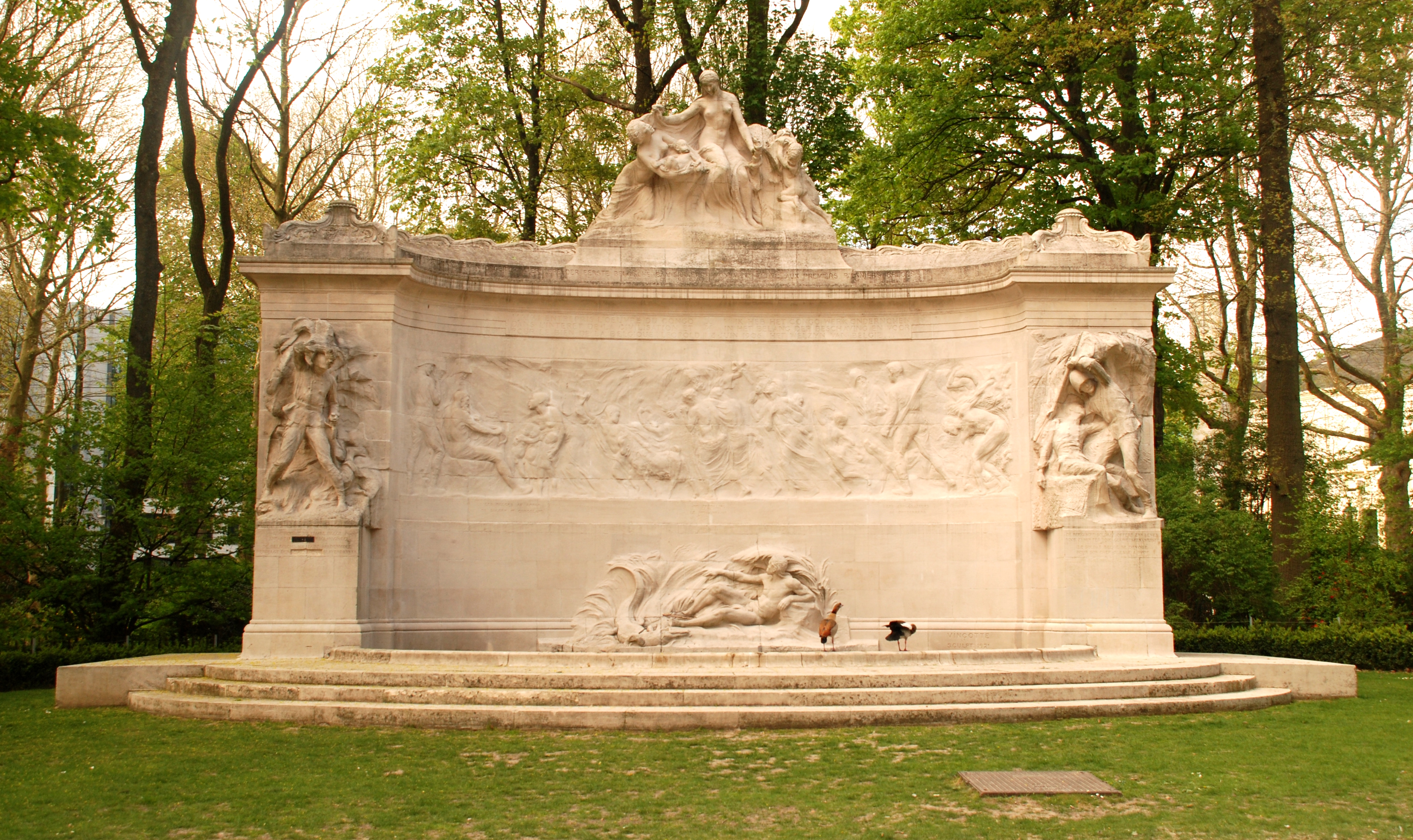
Monument_aux_pionniers_belges_au_Congo i Bryssel.

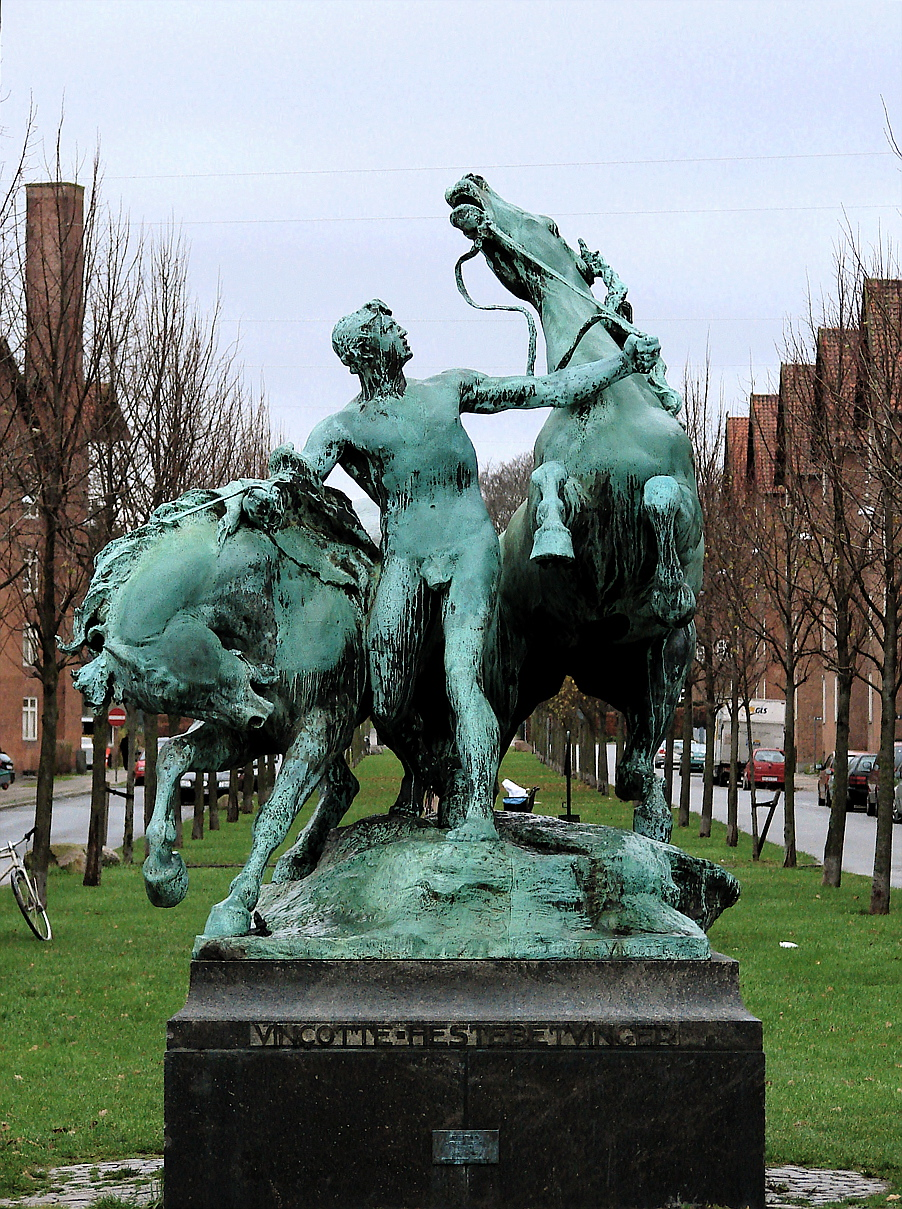
Hästtämjaren (Le dompteur de chevaux), Bavnehøj Allé, Köpenhamn, 1914, också Avenue Louise i Bryssel.

Thomas Jules Vinçotte, född 1850 i Borgerhout, död 1925, var en belgisk skulptör.
Vinçotte studerade vid Kungliga Konstakademien i Bryssel, ett år vid École des beaux-arts i Paris och därefter i Florens. Bland hans ungdomsverk är Giotto (Bryssels museum). Georg Nordensvan skriver i Nordisk Familjebok: "Fin känsla, liflighet, elegant formgifning, raffinerad teknisk skicklighet utmärka hans konst, som spänner om stora områden". Vinçotte var professor vid Kungliga Konstakademien i Bryssel. Han utförde allt från monumentalskulptur (gruppen Hästtämjaren, uppställd i Bryssel) till statyer, kirurgen Jan Palfijn i Courtrai, Arneessen i Bryssel, porträttbyster (kung Leopold II, museet i samma stad) och reliefer (gavlar med livliga figurmotiv på kungliga slottet där och på museerna där och i Antwerpen). Catilina (byst i brons) ägs av Nationalgalleriet i Berlin. 

## Fotogalleri

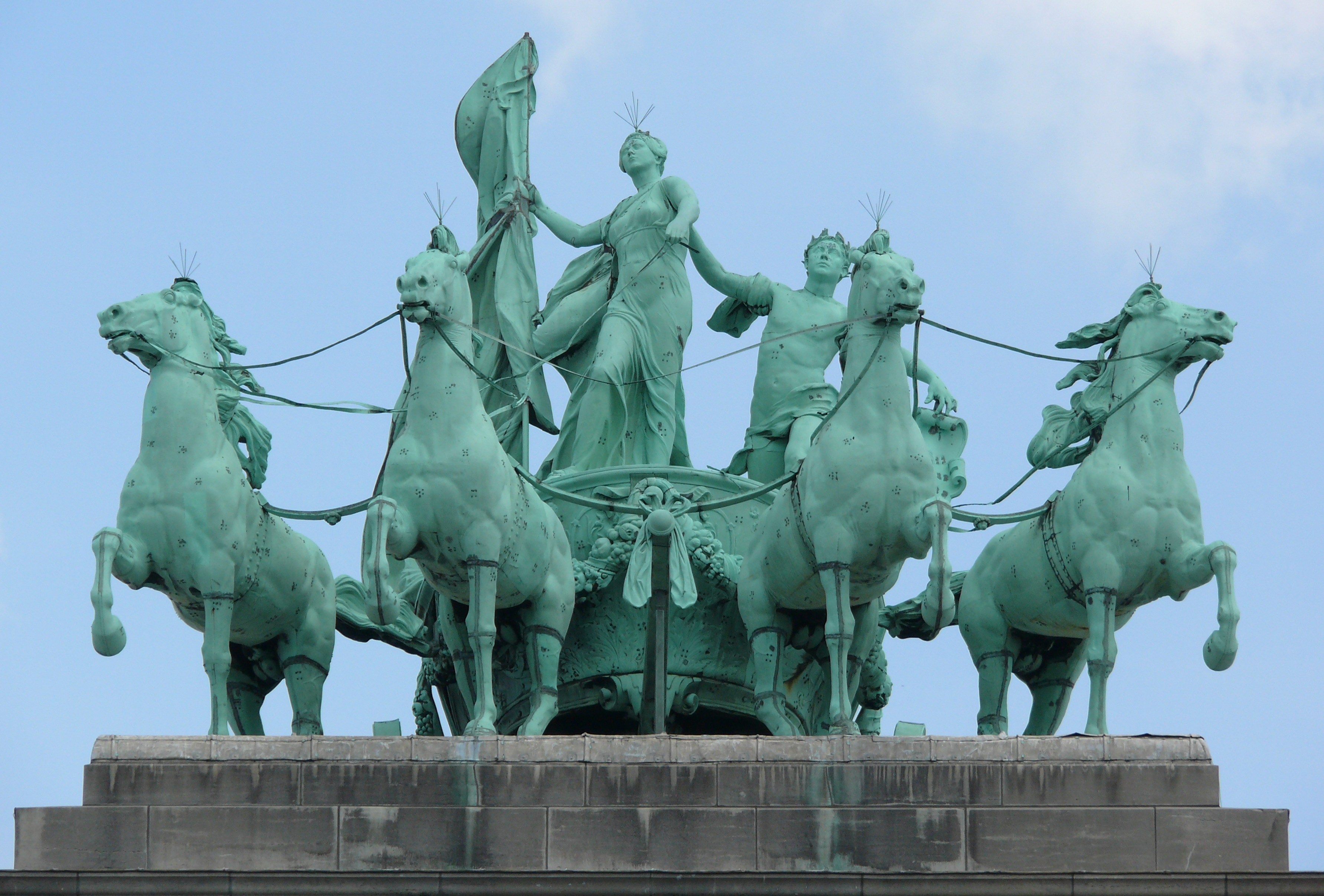
Qudrigan på Triumfbågen i Bryssel
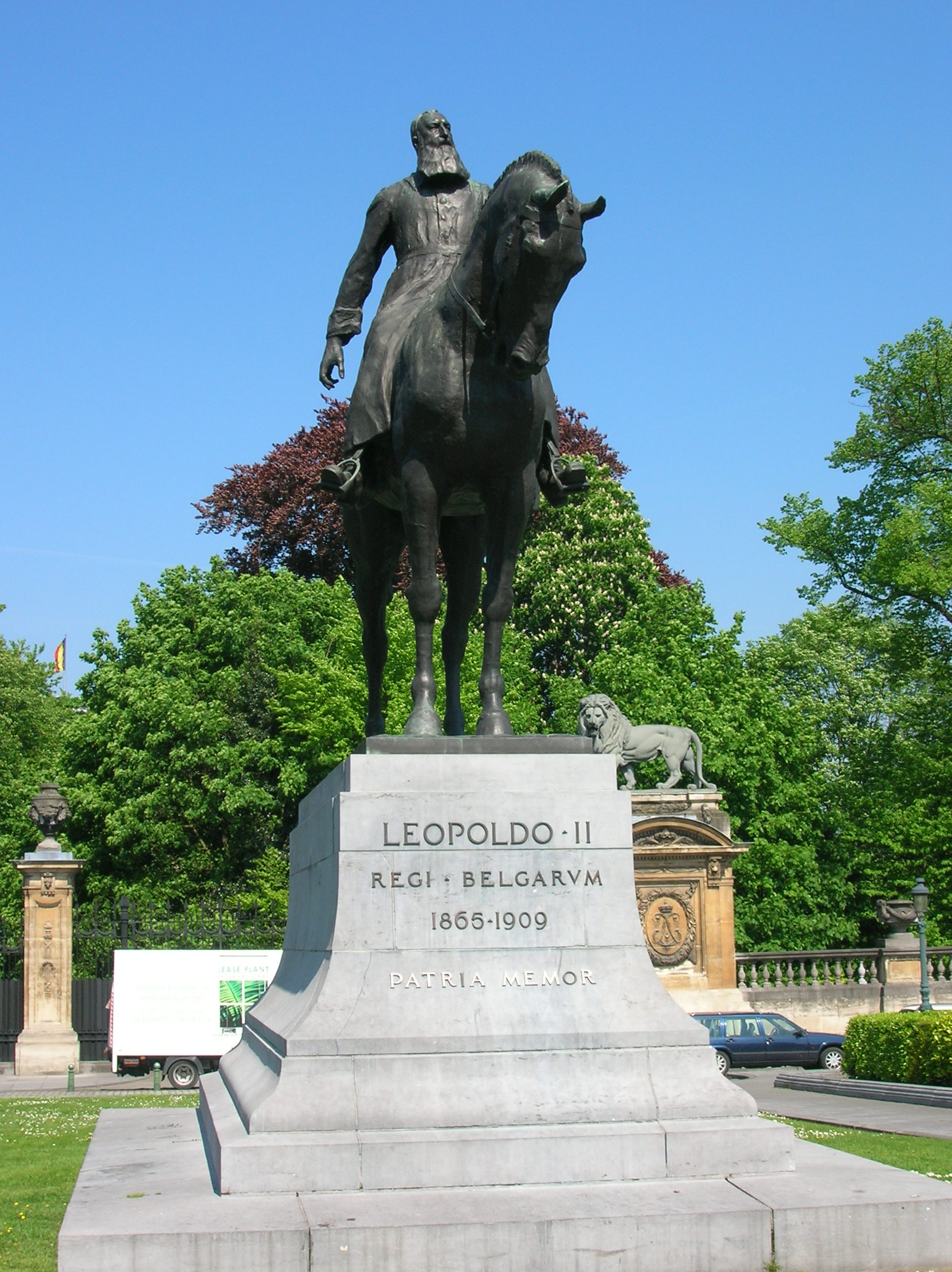
Ryttarstaty över Leopold II i Bryssel
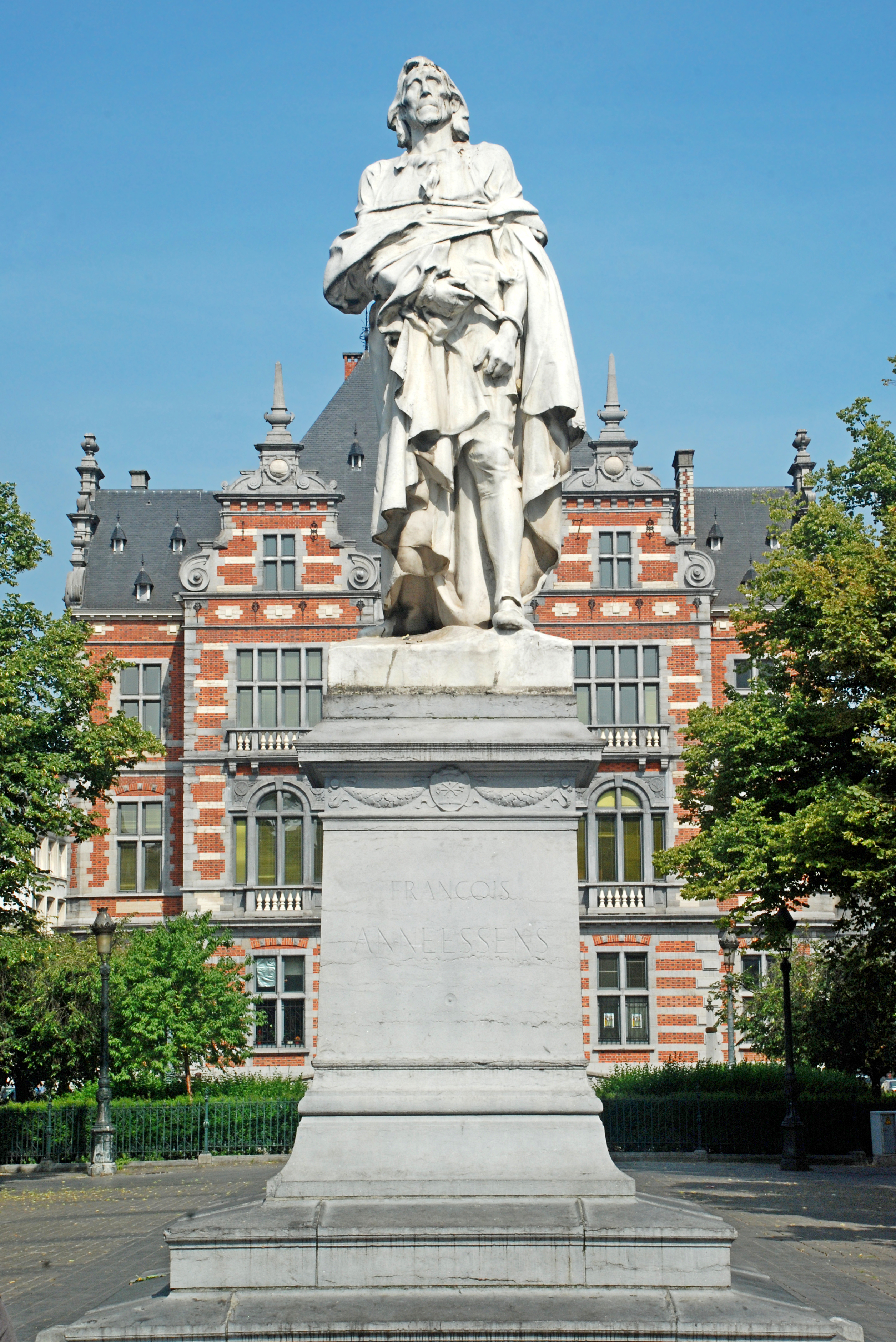
Staty över François Anneessens i Bryssel
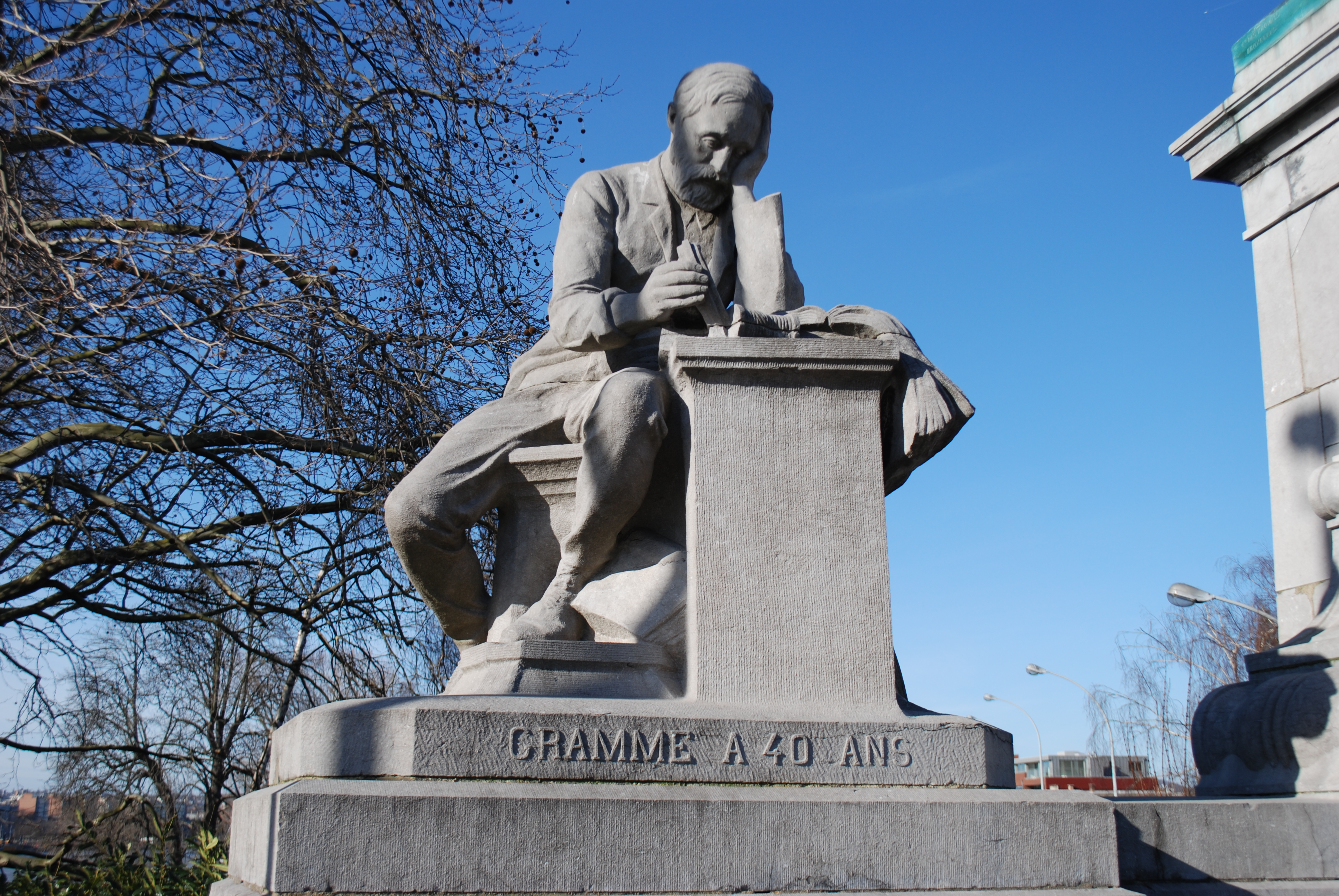
Staty över Zénobe Gramme i Liège